# Rafał Kowalski (duchowny)
Rafał Mariusz Kowalski (ur. 2 września 1978 w Nowej Rudzie) – polski duchowny rzymskokatolicki, teolog specjalizujący się w teologii pastoralnej, dziennikarz; nauczyciel akademicki związany z Papieskim Wydziałem Teologicznym we Wrocławiu.

## Biografia
Urodził się w 1978 roku w Nowej Rudzie. Dzieciństwo i wczesną młodość spędził w rodzinnej Bielawie, gdzie ukończył szkołę podstawową. Następnie kształcił się w Zespole Szkół Ekonomicznych w Dzierżoniowie, gdzie uzyskał świadectwo dojrzałości w 1997 roku. Po maturze rozpoczął studia teologiczne na wrocławskim Papieskim Wydziale Teologicznym. Ukończył je w 2003 roku magisterium z zakresu katolickiej nauki społecznej pisząc pracę dyplomową pod kierunkiem ks. prof. Piotra Niteckiego pt. Relacje stosunków Kościół – świat w nauczaniu Soboru Watykańskiego II i Bractwa św. Piusa X. W tym samym roku 24 maja przyjął święcenia kapłańskie w archikatedrze św. Jana Chrzciciela we Wrocławiu.
W 2003 roku został skierowany do pracy duszpasterskiej w Oleśnicy w parafii św. Jana Apostoła i Ewangelisty. Dwa lata później rozpoczął studia specjalistyczne na Katolickim Uniwersytecie Lubelskim Jana Pawła II w Lublinie, które zwieńczył w 2009 roku obroną rozprawy doktorskiej nt. Przepowiadanie ks. Aleksandra Zienkiewicza jako odpowiedź na wyzwania i potrzeby młodzieży akademickiej, napisanej pod kierunkiem ks. prof. Władysława Głowy, a po zdaniu wymaganych egzaminów uzyskał stopień naukowy doktora nauk teologicznych z zakresu teologii pastoralnej (kierunek: homiletyka). Przebywał na stypendium we Fryburgu Bryzgowijskim i Oksfordzie.
Po obronie doktoratu podjął wykłady na macierzystym Papieskim Wydziale Teologicznym we Wrocławiu z zakresu homiletyki, komunikacji społecznej oraz edukacji medialnej. Od tego też czasu pełnił zadania: prefekta w Metropolitarnym Wyższym Seminarium Duchownym we Wrocławiu, dyrektora wrocławskiego oddziału „Gościa Niedzielnego”, rzecznika prasowego archidiecezji wrocławskiej, Prezesa Katolickiego Radia „Rodzina”, dyrektora Wydawnictwa Wrocławskiej Księgarni Archidiecezjalnej.
W 2022 roku decyzją Rady Instytutu Nauk Teologicznych Katolickiego Uniwersytetu Lubelskiego Jana Pawła II w Lublinie uzyskał stopień naukowy doktora habilitowanego nauk teologicznych na podstawie rozprawy pt. Dwóch papieży. Recepcja nauczania Kościoła o źródłach przepowiadania w kaznodziejstwie Benedykta XVI i Franciszka. W tym samym roku objął stanowisko prorektora ds. promocji i rozwoju Papieskiego Wydziału Teologicznego we Wrocławiu.